# Heerschappij van de vrouwen
Heerschappij van de vrouwen (Engelse titel: Five to twelve) is een roman van de Britse schrijver Edmund Cooper. Het boek valt in te delen in de categorie sciencefiction. Het boek gaat uit van een absolute macht van vrouwen.

## Synopsis
Het verhaal speelt zich af aan het eind van de 21e eeuw. De vrouwen hebben de absolute macht. In Engeland is Victoria II (haar dochter heet Elizabeth III) aan de macht. De man speelt een zeer ongeschikte rol, want de medische wetenschap is erin geslaagd het leven qua tijd behoorlijk op te rekken. Mannen worden bij wangedrag direct gezonden naar Harer Majesteits Eerste Analyse Centrum voor Gedesoriënteerde en Asociale Personen om heropgevoed te worden. Daarbij verliezen ze hun geheugen en worden zo “blank” weer de wereld ingestuurd. Hoofdpersoon Dion Quern, kunstenaar, komt in verzet. Hij wordt als gigolo ingehuurd door Dominatrix (kortweg als "dom" aangeduid) Juno voor lijfelijk plezier. Kinderen krijgen is daarbij uit deze boze. Toch wil deze Juno een kind. Daarop wordt Sylphide, een menselijke broedmachine, als draagmoeder ingehuurd. Zij is een infra, staande voor inferieur en genetisch teruggevallen. Tegelijkertijd wordt er door het Verloren Legioen een aanslag beraamd op Victoria II.